# Terra Rubra
Terra Rubra és una casa històrica situada prop de Keysville, Comtat de Carroll, Maryland, Estats Units. És el lloc on va néixer, en 1779, l'escriptor i poeta Francis Scott Key, autor de la lletra de l'himne nacional dels Estats Units, "The Star-Spangled Banner". L'actual casa d'estil Federal va ser construïda en la dècada de 1850, ja que amb el temps la residència Key del segle xvii, s'havia deteriorat. Es va reconstruir sobre la casa original construïda en la dècada de 1770 per Francis Key per al seu fill, John Ross Key, pare de Francis Scott Key.
Va ser catalogada en el Registre Nacional de Llocs Històrics en 1978.